# Arawacus tadita
Arawacus tadita is een vlinder uit de familie van de Lycaenidae. De wetenschappelijke naam van de soort werd als Thecla tadita in 1877 gepubliceerd door William Chapman Hewitson.

## Synoniemen
- Thecla datitia Jones, 1912